# 仮面舞踏会 (ハチャトゥリアン)

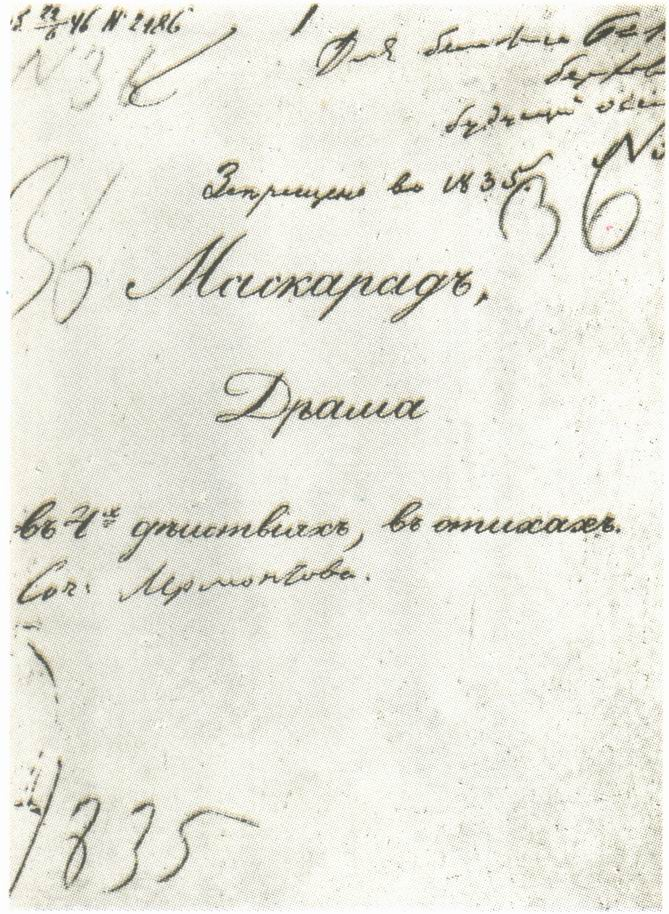
レールモントフの戯曲『仮面舞踏会』（1835年）の表紙。

『仮面舞踏会』（かめんぶとうかい、露: Маскара́д）は、旧ソビエト連邦時代のグルジア出身のアルメニア人作曲家アラム・ハチャトゥリアンによる管弦楽作品である。ミハイル・レールモントフの戯曲『仮面舞踏会』のための劇音楽として作曲され、後に組曲が編まれた。

## 戯曲『仮面舞踏会』
4幕10場。

### 登場人物
- （エフゲニー・）アルベーニン：主人公。凄腕の賭博師
- ニーナ（・アルベーニナ）：アルベーニンの妻。仮面舞踏会の会場で腕輪を紛失してしまう。
- ズヴェズヂッチ公爵：賭博で負けているところをアルベーニンに救ってもらう。
- シュトラーリ男爵未亡人：公爵とニーナの友人。ニーナが仮面舞踏会で紛失した腕輪を見つけ公爵に渡す。
- 正体不明の男：賭博でアルベーニンに負け破産。アルベーニンに復讐したいと思っている。

### あらすじ
物語は帝政ロシア末期のころの貴族社会が舞台。作者はこの作品でロシアの貴族社会の特殊性を描き出し、批判しようとした。

#### 賭場
主人公・アルベーニンは凄腕の賭博師だったが、妻・ニーナと静かな生活を送っていた。しかし、彼はふと久しぶりに賭博場に妻とともに行く。すると、負けが込んで全財産を失う寸前の若い公爵がいた。アルベーニンは公爵の代わりに博打を打ち、勝ちをおさめ公爵の失った財産の回収に成功する。

#### 最初の仮面舞踏会
後日、アルベーニンはニーナとともに仮面舞踏会へ行き、公爵がある男爵未亡人を口説いていたのを目撃する。一方、ニーナは仮面舞踏会の会場で腕輪を紛失してしまう。ニーナの紛失した腕輪は男爵未亡人が拾い、自分を口説く公爵を煙に巻くためにあげてしまう。公爵は、自分が口説いた女からの贈り物だと自慢げに腕輪をアルベーニンに見せる。アルベーニンはその腕輪に見覚えがあった。

#### 腕輪の疑惑
アルベーニンとニーナが仮面舞踏会から帰宅すると、ニーナは腕輪を紛失したことを夫に告げる。アルベーニンは公爵が自分に見せた腕輪がニーナの腕輪だと気づき、公爵が口説いた女は妻であると疑う。やがてアルベーニンは妻と公爵は恋仲であるとの疑惑を深め、激しい嫉妬に襲われる。愛する妻と自分が破産から救ってやった公爵との「二つの裏切り」に怒り、アルベーニンは妻の殺害を決意する。

#### 最後の仮面舞踏会
アルベーニンは再びニーナをつれて仮面舞踏会へ行く。彼は毒入りのアイスクリームをニーナに与え毒殺しようとする。夫がだしたアイスクリームを何の疑いもなく食べるニーナ。ついに毒が回りニーナは苦しみ始める。アルベーニンはニーナに「彼女が公爵と不貞を働いたこと」を詰問する。ニーナは苦しみながらそれを否定し身の潔白を訴えつつ死ぬ。妻を殺したとたんにニーナが本当に不貞を働いたのかどうかを改めて検討するアルベーニン。

#### 幕切れ
妻への疑惑の確信が揺らぐアルベーニンの前にある男が現れた。彼はかつてアルベーニンに賭博で破れ破産した男であった。彼は「お前が妻を殺したのだ」となじる。彼はアルベーニンがアイスクリームに毒を盛るところを目撃していたのだった。やがて公爵と男爵未亡人が現れ、男爵未亡人が仮面舞踏会で拾った腕輪を公爵をあしらうために差し出したこと、公爵は腕輪を男爵未亡人からもらったことをそれぞれ告白する。その結果、ニーナの無実を知ったアルベーニンは貞淑な妻を疑ったあげく殺害した罪悪に打ちひしがれ気がふれてしまう。アルベーニンに賭博で負けた男は、偶然にも復讐に成功したのであった。

## 作品

### 劇音楽『仮面舞踏会』
劇音楽として1941年に作曲、初演された（モスクワのヴァフタンゴフ劇場において1941年6月21日に初演）。全14曲からなる。同じ年に映画『仮面舞踏会（ru:Маскарад (фильм, 1941)）』が公開されている。

### 組曲『仮面舞踏会』
1944年にハチャトゥリアンは『仮面舞踏会』のうち5曲を選び、二管編成の管弦楽のための組曲に再編成した。

#### 編成
フルート2（2はピッコロ持ち替え）、オーボエ2、クラリネット2、ファゴット2、ホルン4、トランペット2、トロンボーン3、チューバ、ティンパニ、バスドラム、スネアドラム、ウッドブロック(第5曲のみ)、シンバル（合わせおよびサスペンデッド）、シロフォン(第5曲のみ)、グロッケンシュピール(第3曲のみ)、弦五部
トランペットは第2曲が休み、トロンボーンとチューバと打楽器は第2曲と第4曲が休みとなっている。

#### 曲の構成
- 第1曲「ワルツ」
イ短調、4分の3拍子、テンポ・ディ・ヴァルス。
作曲にあたって、ハチャトゥリアンが一番力を入れたのがこの「ワルツ」の作曲であった。主題が思いつかず作曲は難航したが、エフゲーニヤ・パステルナークがハチャトゥリアンの肖像画を描くというので、モデルとしてポーズをとっていたところ、ワルツの第2主題が「耳に聞こえて」きたそうである[1]。
- 第2曲「夜想曲」
イ短調、4分の4拍子、アンダンティーノ・コン・モート。
独奏ヴァイオリンあり
- 第3曲「マズルカ」
変ホ長調、4分の3拍子、アレグロ。
- 第4曲「ロマンス」
変ロ短調、4分の4拍子、アンダンテ。
- 第5曲「ギャロップ」
変ロ長調、4分の2拍子、アレグロ・ヴィーヴォ。

## 評価
『仮面舞踏会』は発表時から高い評価を受けている。劇音楽『仮面舞踏会』が演奏されることは稀な一方、組曲『仮面舞踏会』はしばしば演奏される。現在では「仮面舞踏会を題材にした音楽」を取り上げる際には必ず言及されるほどの高い評価を受けている。

## 音楽の使用例

### 演劇
- 『黒蜥蜴』（美輪明宏主演、演出）：「ワルツ」を使用。
- 『卒塔婆小町』（美輪明宏主演・演出）：「ワルツ」を使用。

美輪は「仮面舞踏会を題材に音楽はたくさんあるが、これが白眉」と『N響アワー』で発言し、絶賛した。
- テレビドラマ『戦争と平和（英語版）』（2007年、ロシア・フランス・ドイツ・イタリアほか合作）ではヒロインのナターシャ・ロストワが初めての舞踏会でアンドレイ・ボルコンスキー公爵と踊る場面に使用された。
- 2014年ソチオリンピックの開会式
- 2014年ソチオリンピックの閉会式

### テレビCM
- キリンビール「円熟」：「ワルツ」を[3]テレビCMで使用[4][5]。
- スズキ「SX4」：西本智実指揮の「ワルツ」を使用。

### フィギュアスケート
- アンジェリカ・クリロワ・オレグ・オフシアンニコフ組：「ワルツ」を1996–1997年シーズンのアイスダンスのフリーダンスで使用。
- オクサナ・ドムニナ・マキシム・シャバリン組：「ワルツ」を2007-2008年シーズンのアイスダンスのフリーダンスで使用。
- ジェレミー・アボット：「ワルツ」を2007-2008年シーズンのフリー・プログラムを使用。
- 織田信成：「ノクターン」「ワルツ」を2008-2009年シーズンのショート・プログラムで使用。
- 浅田真央：「ワルツ」を2008-2009年シーズンのフリー・スケーティング[6]、2009－2010年シーズンのショート・プログラムで使用。
- 閻涵：「ワルツ」を2012-2013年シーズンのフリー・プログラムで使用。
- タチアナ・ボロソジャル・マキシム・トランコフ組：「ワルツ」を2013-2014年シーズンのショート・プログラムで使用。
- ドミトリー・アリエフ：「ワルツ」を2017年-2018年シーズンのショート・プログラムで使用。
- 車俊煥：「ワルツ」を2023年-2024年シーズンのショート・プログラムで使用。

### ポピュラー音楽
- 平原綾香が2009年に発売したアルバム『my Classics!』で、「ワルツ」に歌詞を乗せて歌っている。

### ゲーム
- STARHORSE2のドバイワールドカップでのベットタイムBGMに使用されている。

## 注
1. ↑  ユゼフォーヴィチp.82-84。
2. ↑  『N響アワー』 2000年8月13日放送「美しさの条件・美輪明宏」にゲスト出演し発言。NHK交響楽団の演奏が放送された。
3. ↑  音源は『ハチャトゥリアン』（販売元：ナクソス・ジャパン、データ：アンドレ・アニハーノフ指揮、サンクトペテルブルク交響楽団演奏、1994年1月、ロシア・サンクトペテルブルクで録音）
4. ↑  キリンビールCM情報
5. ↑  キリンビールCM情報『円熟』
6. ↑  朝日新聞「浅田、緊張の公式練習 フィギュアフランス杯」